# La Chapelle-Saint-Jean
La Chapelle-Saint-Jean is een gemeente in het Franse departement Dordogne (regio Nouvelle-Aquitaine) en telt 82 inwoners (2009). De plaats maakte deel uit van het arrondissement Périgueux. Na de aanpassing van de arrondissementsgrenzen vanaf 2017 door het arrest van 30 december 2016 behoort zij tot het arrondissement Sarlat-la-Canéda.

## Geografie
De oppervlakte van La Chapelle-Saint-Jean bedraagt 3,6 km², de bevolkingsdichtheid is dus 22,8 inwoners per km².
De onderstaande kaart toont de ligging van La Chapelle-Saint-Jean met de belangrijkste infrastructuur en aangrenzende gemeenten.

## Demografie
Onderstaande figuur toont het verloop van het inwonertal (bron: INSEE-tellingen).